# Херман II фон Каценелнбоген
Херман II фон Катценелнбоген (на немски: Hermann II von Katzenelnbogen, * 1130 или 1140, † 9 юни 1203) от фамилията на графовете на Катценелнбоген е 24. епископ на Мюнстер от 1174 до 1203 г. и е наричан първият княз-епископ на Мюнстер.

## Биография
Той е син на Хайнрих II (* ок. 1100/1124; † сл. 1160 или 1245) и съпругата му Хилдегард фон Хенеберг (* ок. 1106, Вюрцбург; † 24 февруари), дъщеря на граф Годеболд II фон Хенеберг, бургграф на Вюрцбург († 1144). Брат е на Хайнрих III († ок. 1179), Бертхолд I (* 1126; † сл. 1170/1179), Дитер фон Катценелнбоген († ок. юни 1191) и Кунигунда († сл. 1198), омъжена за граф Хайнрих II фон Диц († 1189).
Херман II е дом-каноник във Вюрцбург и през 1173 г. император Фридрих I Барбароса го номинира за епископ на Мюнстер.
Той е изпратен като водещ на делегация от Фридрих I Барбароса да подготви Третия кръстоносен поход при император Исаак II Ангел в Константинопол. От 1189 до 1192 г. Херман II участва в кръстоносния поход и е в тясното обкръжение на императора.
Херман II се отказва от службите си в Мюнстер и се оттегля през 1202 г. в подарения от него на 1 ноември 1185 г. манастир Мариенфелд (в Харзевинкел). Той умира през 1203 г. като обикновен монах и е погребан в Мариенфелд.
Херман II основава няколко града. Той е първият, който има право да се сече монети и от 1180 г. в Мюнстер се секат монети за цялото епископство.